# Herbstzeitlose
Die Herbstzeitlose oder Herbst-Zeitlose (Colchicum autumnale) ist die in Europa bekannteste Pflanzenart aus der ca. 100 Arten umfassenden Familie der Zeitlosengewächse (Colchicaceae). Die Herbstzeitlose blüht im Spätsommer bis Herbst und ist in Europa weit verbreitet und auch als Zierpflanze bekannt. Sie kann gelegentlich mit herbstblühenden Krokussen verwechselt werden. Die Laub- und Fruchtbildung erfolgt im Frühjahr und Sommer. Wirkstoffe dieser sehr stark giftigen Pflanze werden gelegentlich in Medizin und Pflanzenzucht verwendet. Sie wurde 2010 zur Giftpflanze des Jahres gewählt.

## Beschreibung und Ökologie

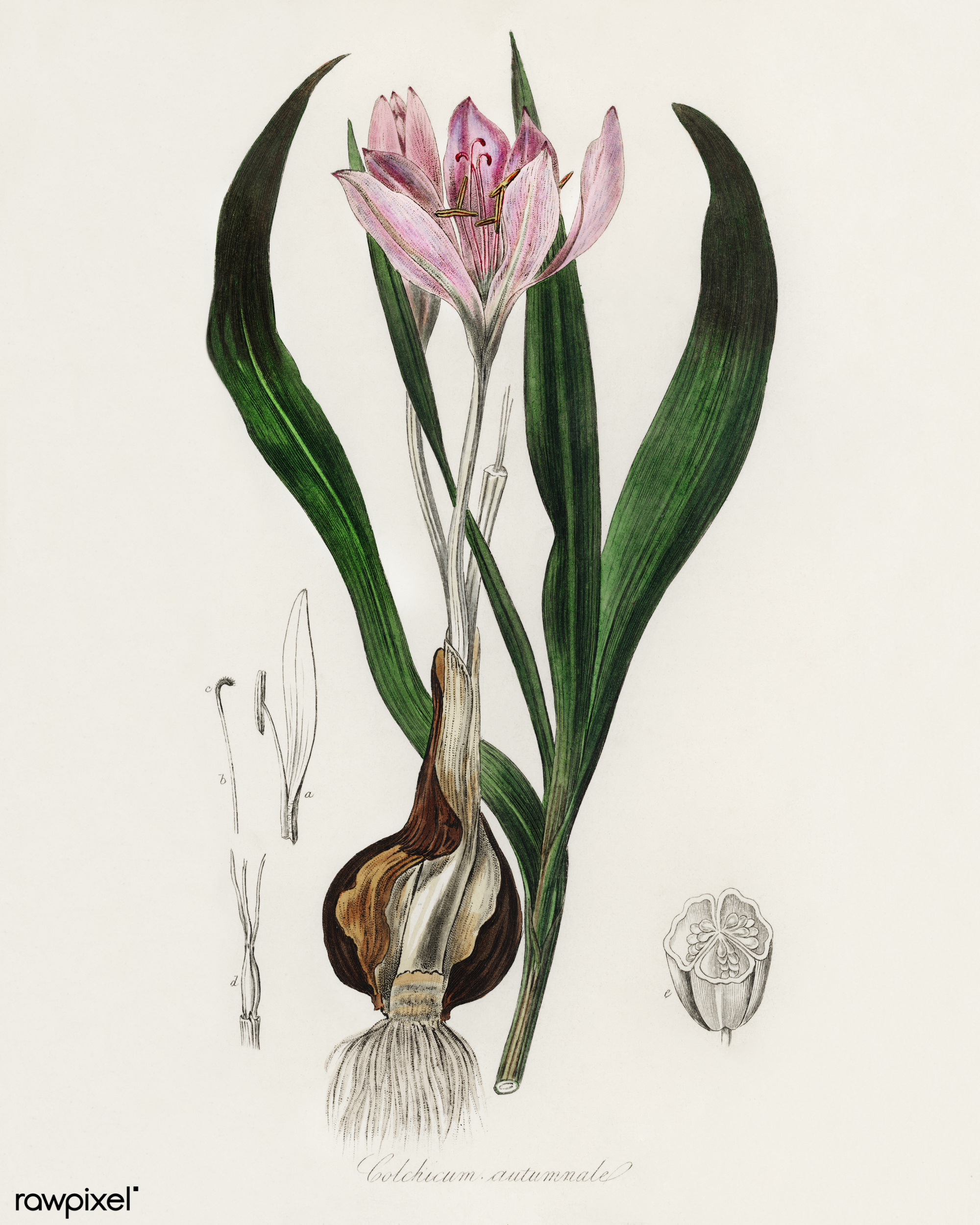
Illustration aus Medical Botany

Die Herbstzeitlose ist eine ausdauernde, äußerst giftige krautige Pflanze, die Wuchshöhen von 8 bis 30 Zentimetern erreicht. Es handelt sich um einen Geophyten, denn nur die unterirdischen Pflanzenteile überdauern die ungünstigen Jahreszeiten. Während des Winters wird die ursprüngliche Sprossknolle abgebaut und darüber eine neue angelegt. Gleichzeitig wächst der Seitenspross zu einer neuen Knolle heran. Im Sommer bildet die Herbstzeitlose eine braunschuppige Sprossknolle mit einem Durchmesser von 2,5 bis 5 Zentimetern und einer Länge bis zu 7 Zentimeter. Die trichterartig schräg bis steil aufwärts stehenden, durch eine leichte Einrollung schmal erscheinenden, aber eigentlich ziemlich breit-lanzettlichen Laubblätter erscheinen zusammen mit der noch unreifen Kapselfrucht im Frühsommer und sind bis 40 Zentimeter lang. Sie sind auffallend dicklich-steif und an der Spitze „kahnförmig“ und knötchenartig zusammengezogen. Dies ist ein wichtiger, grundsätzlicher Unterschied zu den dünnen, ebenen und rasch schlaffen Blättern von Bärlauch. Außerdem sind die Blätter von Herbstzeitlosen immer leicht linksschraubig verdreht.
Es werden ein bis fünf Blüten pro Exemplar gebildet. Die zwittrigen, radiärsymmetrischen Blüten sind dreizählig. Die sechs gleichgestaltigen, meist blassrosa bis violett, selten weiß gefärbten Blütenhüllblätter sind zu einer langen Röhre verwachsen. Es sind sechs Staubblätter vorhanden. Der aus drei Fruchtblättern verwachsene Fruchtknoten befindet sich tief in der Erde. Die Griffeläste in den Blüten der Herbstzeitlosen verbleiben bis hin zum unterirdischen Fruchtknoten auf ganzer Länge getrennt. Sie verwachsen also nicht zu einem Griffel (Stylus), sondern sind Stylodien. Sie können in großen Blüten bis zu 20 cm lang sein. Die Bestäubung erfolgt durch Insekten (Entomophilie), zum Beispiel durch Bienen und Fliegen. Diese Art ist allerdings selbstfertil, auch Selbstbestäubung führt also zu gutem Samenansatz. Die Blütezeit reicht von September bis Oktober; selten blühen Herbstzeitlose auch im Frühjahr.
Die länglich-eiförmige Kapselfrucht bildet sich erst zur Reifezeit im Frühsommer (Mai bis Juni) innerhalb des „Trichters“ aus meist drei Laubblättern, der sich ab zeitigem Frühjahr bildet. Bei Reife im Sommer ist die Kapselfrucht leicht blasig angeschwollen und braun. Die kleinen, schwarzbraunen Samen besitzen ein weißes Elaiosom, das die Ausbreitung durch Ameisen (Myrmekochorie) begünstigt; auch Windausbreitung ist möglich.
Die Chromosomenzahl beträgt 2n = 38, seltener 36.

## Vorkommen

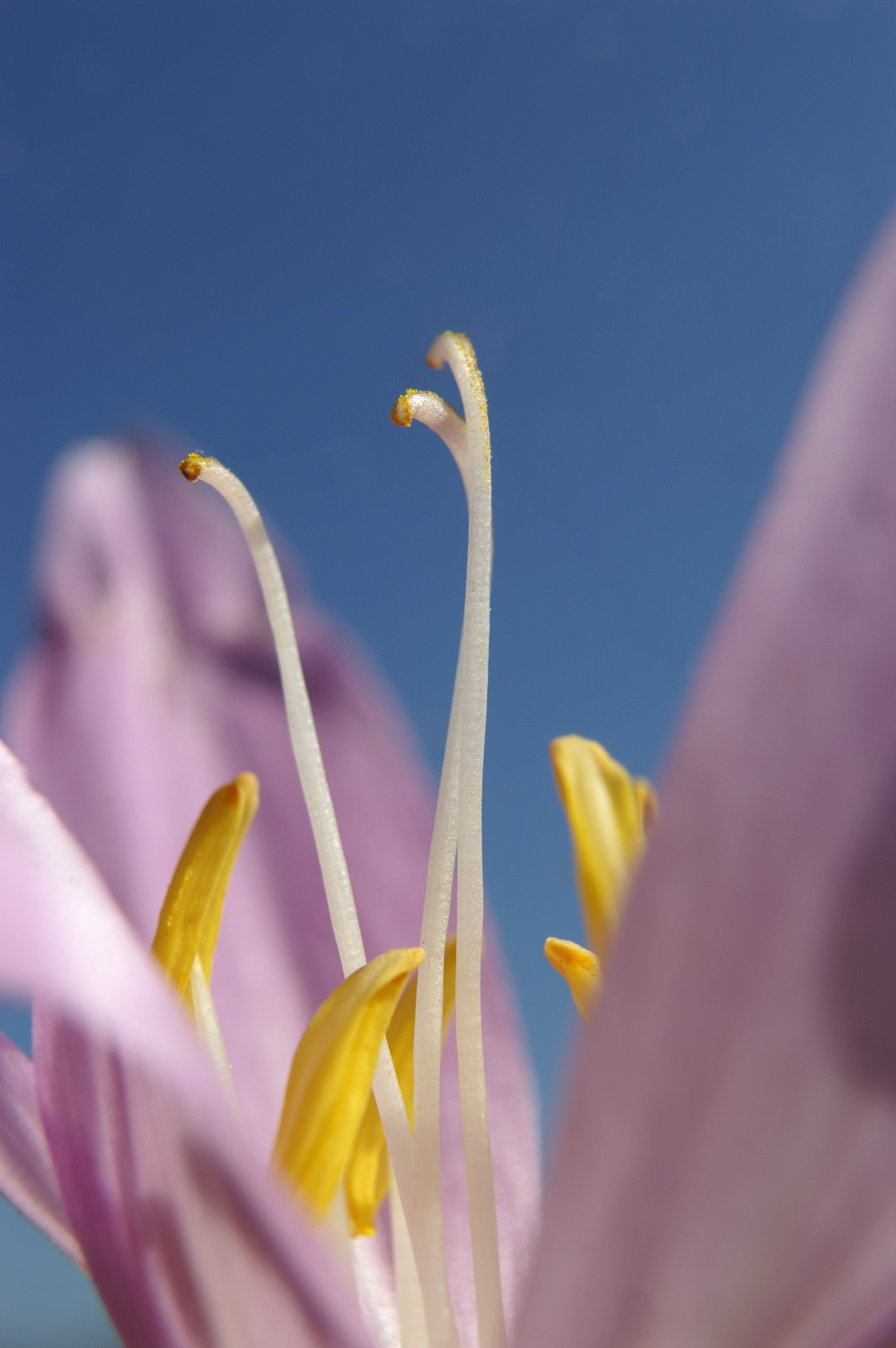
Blütendetail mit den drei freien, weißlichen Griffelästen

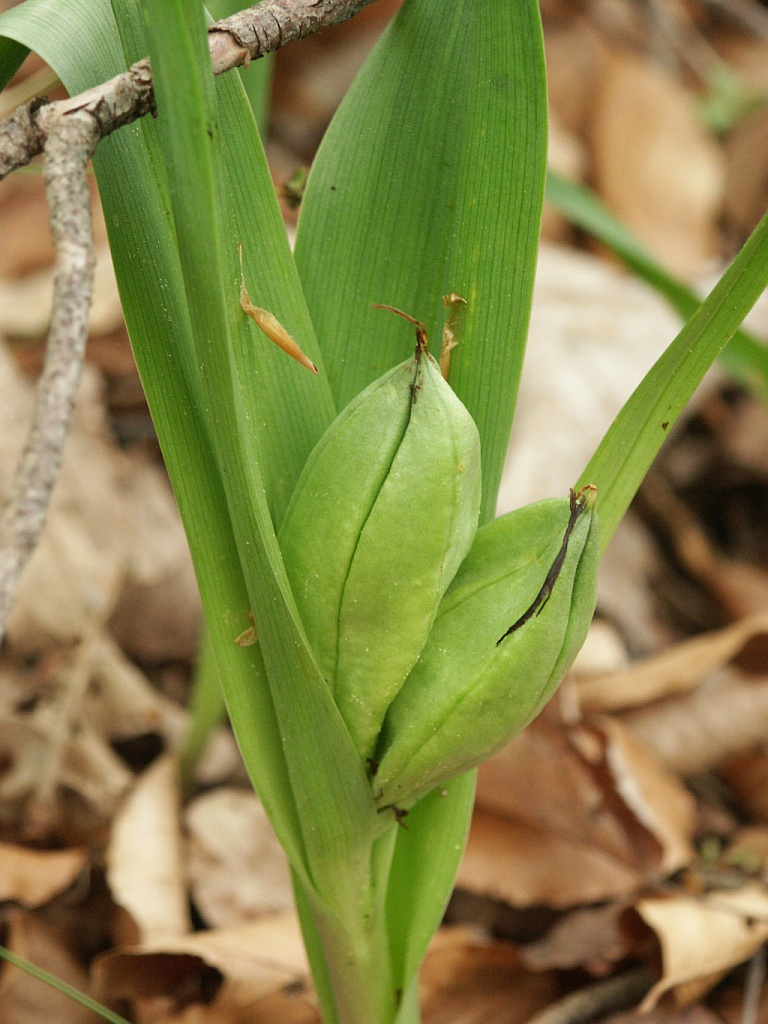
Blätter mit noch unreifen Kapselfrüchten im Frühsommer

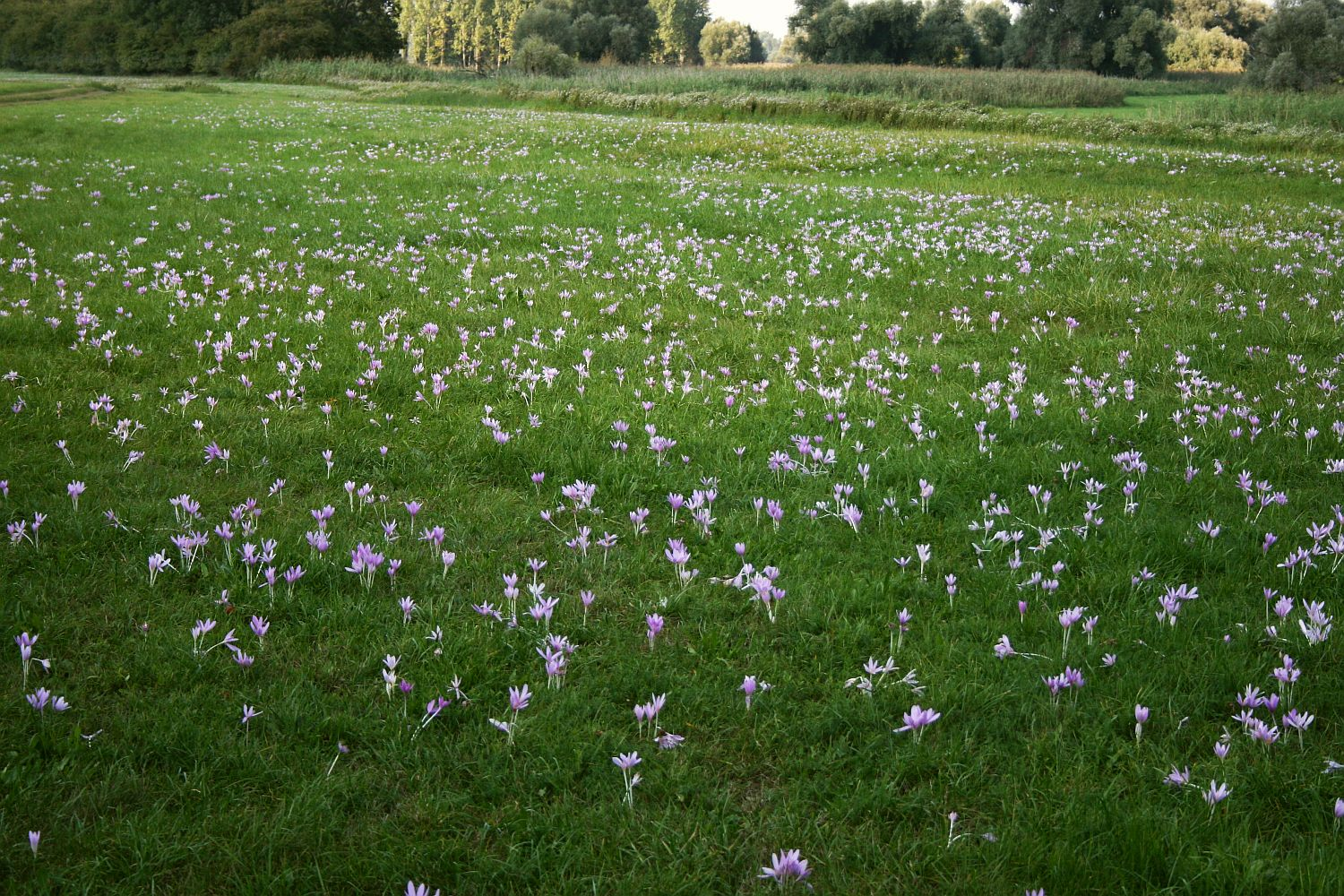
Bestand der Herbstzeitlose im Marchfeld in Niederösterreich

Die Herbstzeitlose ist ein submediterran-subatlantisches Florenelement. Ihr Verbreitungsgebiet reicht von Südirland, der Südhälfte Großbritanniens, Frankreich und der nördlichen Iberischen Halbinsel über das südliche Mitteleuropa und das nördliche Italien ostwärts bis zur nördlichen Balkanhalbinsel und in die westliche Ukraine. Weiter im Norden (Schottland, Dänemark, Südskandinavien, Baltikum, nordwestliches europäisches Russland) fehlt sie oder kommt nur eingeschleppt vor. Auch in Neuseeland und in Nordamerika kommt sie eingeschleppt vor.

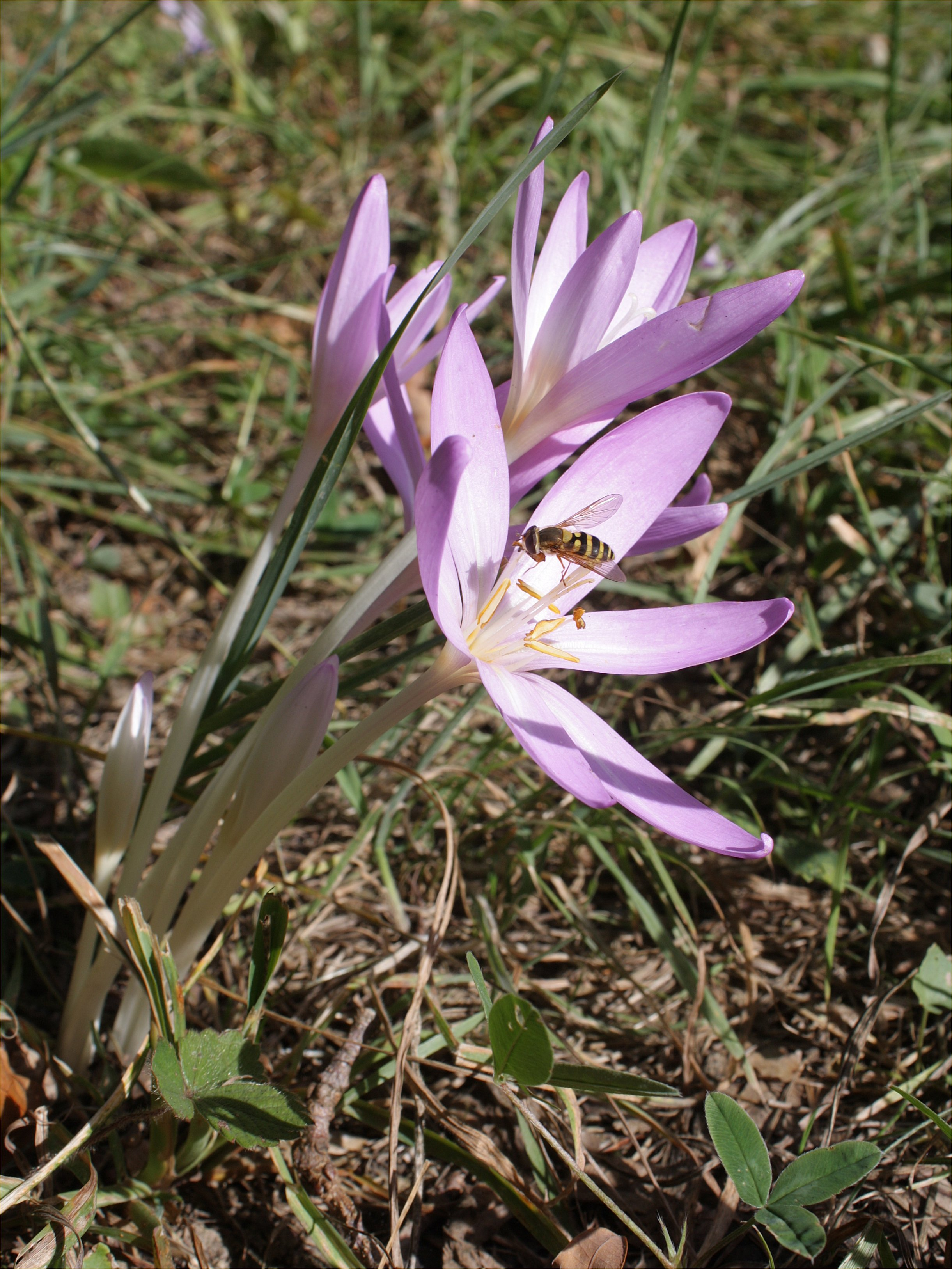
Blühende Herbstzeitlose mit Bestäuber

Die Herbstzeitlose wächst vor allem auf feuchten, nährstoffreichen Wiesen und an Böschungen, hier bevorzugt an sonnigen oder halbschattigen Standorten, an denen es relativ warm ist und die nicht ungeschützt dem Wind ausgesetzt sind. Doch auch in lichten Auenwäldern kann man auf sie stoßen, und zwar sogar direkt neben Bärlauch (so in einem Auwald bei Umkirch im Breisgau). Diese Art tritt an manchen Standorten massenhaft auf, so dass dort ein Weideauftrieb mit Nutztieren unmöglich ist. Die Herbstzeitlose ist eine Charakterart der Ordnung Molinietalia, kommt aber auch in feuchten Gesellschaften der Ordnung Arrhenatheretalia oder des Verbands Alno-Ulmion vor. In den Allgäuer Alpen kommt sie in bis zu 1500 Meter über Meereshöhe vor.

## Inhaltsstoffe und Giftigkeit

Chemische Formel des Alkaloids Colchicin

Es kommt immer wieder zu Vergiftungsfällen durch Verwechslung mit dem Bärlauch, auch mit tödlichem Verlauf. So wurden am 11. März 2024 zwei Todesfälle in Österreich verzeichnet, sowie am 4. Mai 2021 zwei Todesfälle in Deutschland. Die Blüten der Herbstzeitlose lassen sich ziemlich leicht als solche erkennen. Diese leichte Erkennbarkeit trifft aber nicht auf die Blätter der Herbstzeitlose zu. Erschwerend kommt hinzu, dass man – anders als bei vielen anderen Pflanzen – bei der Herbstzeitlose die Blätter und die Blüten nie gleichzeitig sieht. Im Herbst sieht man die Blüten – aber ohne Blätter, wogegen man im Frühjahr bis Frühsommer die Blätter sieht – aber stets ohne Blüten.
Alle Teile der Herbstzeitlose enthalten das stark giftige Alkaloid Colchicin, ein Kapillar- und Mitosegift. Der höchste Gehalt findet sich in der Blüte mit bis zu 1,8 %. Aber auch die Samen (0,5 %), die Knolle (0,2 %) und die Blätter (0,03 %) enthalten genug Colchicin, um Vergiftungen bewirken zu können. Der Gehalt schwankt im Jahresverlauf und nimmt mit der Samenreifung zu. Auch in getrockneten Pflanzenteilen bleibt das Alkaloid erhalten. So können bei Verzehr von Heu mit Gehalt an getrocknetem Herbstzeitlosen-Kraut die gefährlichen Gifte in die Milch übergehen. Colchicinbelastete Milch kann bei Menschen Krebserkrankungen auslösen: „Auch bei Wiederkäuern kann eine Colchicinvergiftung auftreten (…); da die Alkaloide in die Milch übergehen, besteht ein Risiko für Konsumenten. Colchicin ist auch mutagen und kann zur Tumorbildung führen.“ Deshalb sollten Landwirtschaftsflächen, insbesondere Wiesen für die Gewinnung von Heu oder Silage, von Herbstzeitlosen befreit werden.

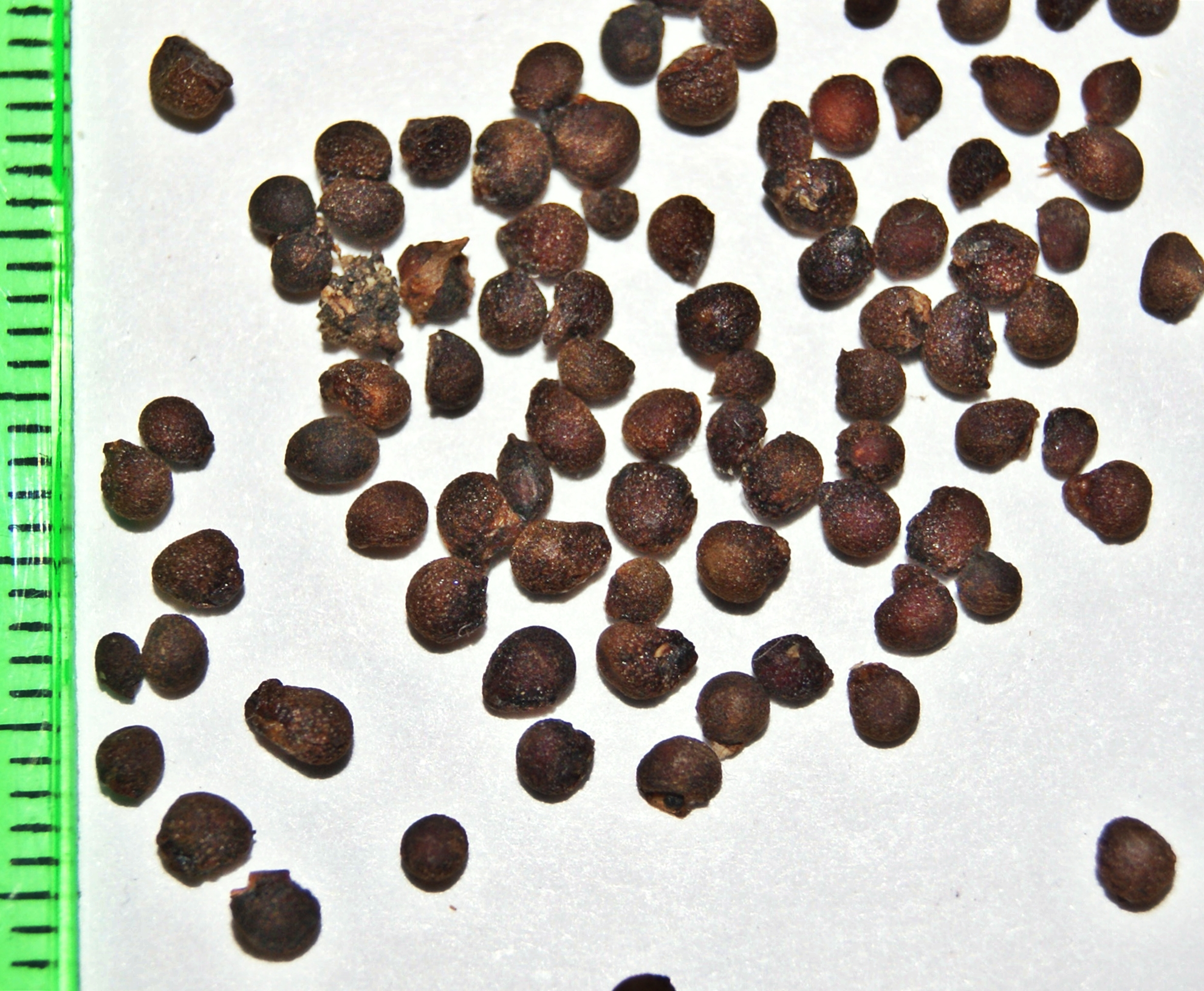
Samen der Herbst-Zeitlose mit 1-mm-Skala

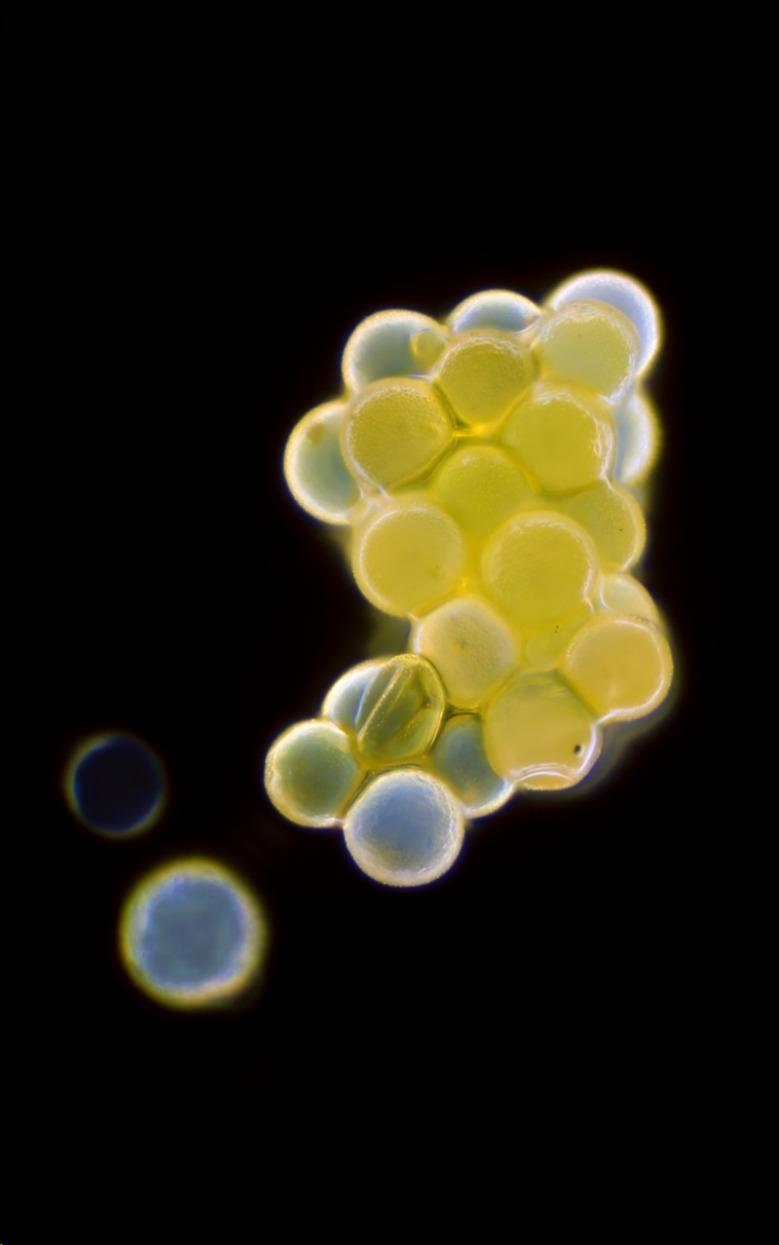
Dunkelfeldmikroskopfoto der Pollen

Als pharmazeutische Droge zur Gewinnung von Arzneimitteln dienen die Samen der Herbstzeitlose (lateinisch Semen Colchici), wobei nach Arzneibuch ein Gehalt von mindestens 0,4 % Gesamtalkaloide gefordert wird, berechnet als Colchicin. Ein bekanntes Präparat enthält beispielsweise je Dragee einen Trockenextrakt von Semen Colchici zu 15,6 mg mit einem Colchicin-Gehalt von 0,5 mg.
Vergiftungserscheinungen treten meist erst mit zwei bis sechs Stunden Verzögerung ein. Die Symptome äußern sich zunächst in einem Brennen im Mund. Es folgen Schluckbeschwerden, Übelkeit und Erbrechen mit oft blutigen Durchfällen. Je nach Dosis kann es vor allem bei Kindern bis zum Tod durch Atemlähmung oder Kreislaufversagen kommen, häufig beobachtet man auch Nierenschädigungen. In der Literatur wird eine Sterblichkeit von 90 Prozent angegeben. Als tödliche Dosis gelten bei Menschen etwa 0,8 mg pro Kilogramm Körpergewicht. Etwa 60 Gramm frische Blätter können einen 80 Kilogramm schweren Menschen töten. Neben dem Colchicin sind in der Pflanze noch Demecolcin und etwa 20 weitere Alkaloide sowie Colchicosid, Inulin und Asparagin enthalten.
Eine besondere Gefahr von Colchicin geht für Kinder aus, die in ländlichen Gegenden zum Beispiel beim Einsammeln von Heu im beginnenden Herbst leicht in Kontakt mit den dann blühenden Pflanzen kommen können, gerade auch in Anbetracht der schon beim Erwachsenen geringen tödlichen Dosis von Colchicin, die bei Kindern noch niedriger liegt. Außerdem gibt es Berichte über Vergiftungen durch die Milch von Schafen oder Ziegen, die zuvor Herbstzeitlose gefressen haben sollen. Aber nicht nur für Kinder, auch für Erwachsene kann die Herbstzeitlose gefährlich sein, vor allem, wenn man ihre Knollen mit Küchenzwiebeln verwechselt, oder die Blätter mit Bärlauch oder anderem Wildsalat, und so größere Mengen der giftigen Pflanze zu sich nimmt. Darüber hinaus ähnelt die Herbstzeitlose ziemlich stark einigen verbreiteten Zierpflanzen wie dem Krokus.
Die Herbstzeitlose ist auch sehr giftig für viele Tierarten wie Pferde, Rinder, Schafe, Ziegen, Hunde, Katzen, Kaninchen, Hasen, Meerschweinchen, Hamster und auch für Vögel. Bei den Großtieren sind insbesondere Pferde und Schweine gefährdet. Rinder und Schafe reagieren nicht ganz so empfindlich. Laktierende Tiere können das Gift über die Milch abgeben, auch wenn sie selbst keine Vergiftungserscheinungen zeigen.
Auf im Rahmen von Vorschriften der Fauna-Flora-Habitat-Richtlinie stillgelegten Wirtschaftswiesen auf der Baar am südöstlichen Schwarzwald-Rand in der Umgebung der Stadt Löffingen nimmt die Vorkommensdichte der Herbstzeitlose seit Jahren immer mehr zu. Pro Quadratmeter findet man oft mehr als 30 dieser Giftpflanzen. Allerdings weisen längst nicht alle Exemplare auch (heranreifende) Fruchtkapseln auf. Es ist zudem noch unbekannt, nach wie vielen Jahren ab Keimung im dichten Bestand der Grasländer die allmählich erstarkenden Pflanzen erstmals die Blühreife erlangen. Ende Mai 2018 wurde bei der genaueren Untersuchung von 46 Exemplaren mit je mindestens 1 Kapsel folgende Anzahlen festgestellt: 29 Pflanzen mit je 1 Kapsel, 14 Ex. mit je 2 Kapseln (davon 4 mit 1 normalgroßen plus 1 viel kleineren Kapsel), 2 mit 3 Kapseln, 1 mit 5 Kapseln: 4 normalgroße und 1 kleine. Bei letzterem Exemplar wurde die Anzahl der als ausreifungsfähig erkennbaren Samen in den fünf Kapseln sorgfältig ermittelt. Es ergaben sich folgende Anzahlen: 104 + 149 + 77 + 159 + 13 = 502 noch weiße, aber ausreifungsfähige Samen – neben vielen unentwickelten oder schimmelnden.

### Erste Hilfe
Bei Verdacht einer Vergiftung ist unbedingt ärztliche Hilfe empfohlen, zum Beispiel über den Giftnotruf. Die lange Latenzzeit der Giftwirkung erschwert eine rechtzeitige Behandlung. Wegen der langen Latenzzeit ist eine Magenspülung nur bei Verdacht oder Frühfällen sinnvoll. Im Vordergrund steht daher die Elementarhilfe in Form von Kreislaufaufrechterhaltung und Aufrechterhaltung des Wasser-Elektrolyt-Haushaltes (durch Tropfinfusion mit Vollelektrolytlösung (Infusion)).
Abdominalspasmen werden mit Atropin behandelt. Im Jahr 2009 waren Antidote gegen das Alkaloid Colchicin in Erprobung, aber noch nicht zugelassen.

### Anwendung
Neben dieser toxischen Wirkung findet Colchicin aber auch Anwendung in der Medizin und bei der Pflanzenzucht.
Colchicin hat auch in der heutigen Zeit noch einen hohen Stellenwert in der Behandlung der akuten Gicht (Podagra). Außerdem wird sie zur Behandlung von Familiärem Mittelmeerfieber eingesetzt. Herbstzeitlosepulver wurde bereits im Mittelalter zur äußerlichen Behandlung von geschwürig zerfallenden Hauttumoren (wie dem Basalzellkarzinom) benutzt. Demecolcin wird unter anderem in der Krebstherapie eingesetzt.
In der Homöopathie wird aus den zerkleinerten und in Alkohol angesetzten frischen Zwiebelknollen (im Herbst gesammelt) der Herbstzeitlose das Homöopathikum Colchicum autumnale (Kurzform: Colch, auch colch) hergestellt, welches zum Beispiel bei Gicht, Gastroenteritis, Rheuma, Katarakt, Perikarditis und Schwangerschaftserbrechen verabreicht wird. In Deutschland ist Colchicum autumnale verschreibungspflichtig bis einschließlich D3-Potenz.
In der Pflanzenzucht verwendet man Colchicin zur Polyploidisierung und damit zur Vergrößerung von Zuchtpflanzen, wie zum Beispiel bei Erdbeeren. Diese Wirkung wird erzielt, da Colchicin die Mitose unterbricht, so dass sich die DNA-Menge im Zellkern bei jeder unterbrochenen Teilung verdoppelt, wodurch jede einzelne Zelle weitaus größer wird.

## Weitere Illustrationen

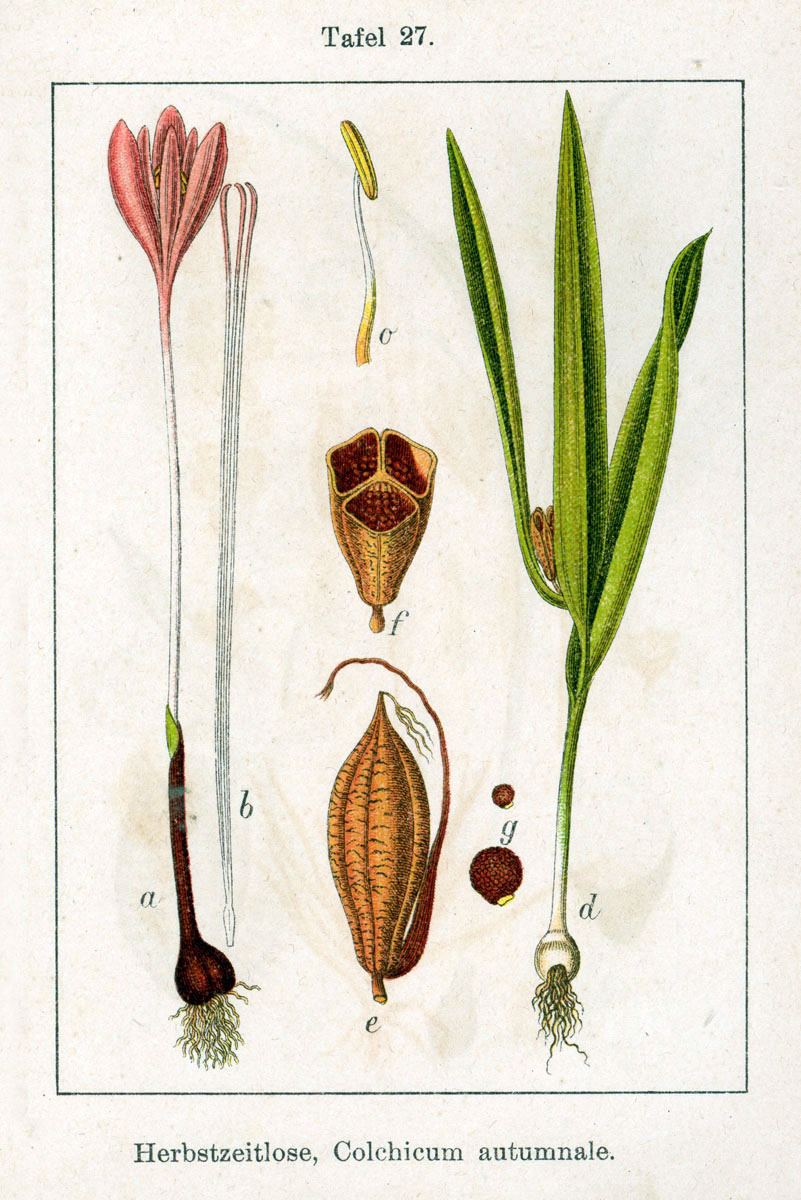
Illustration von Jacob Sturm
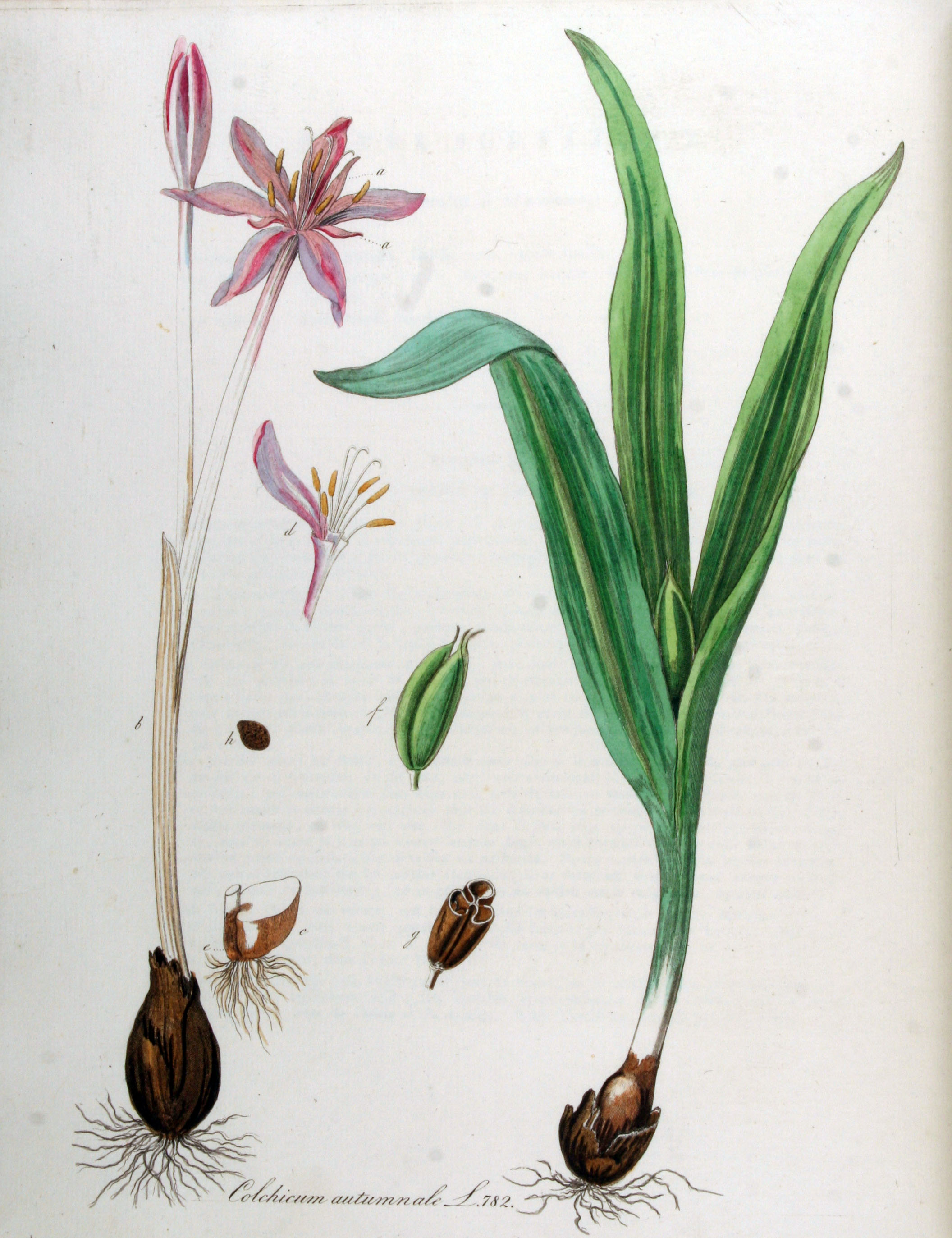
Illustration aus der Flora Batava
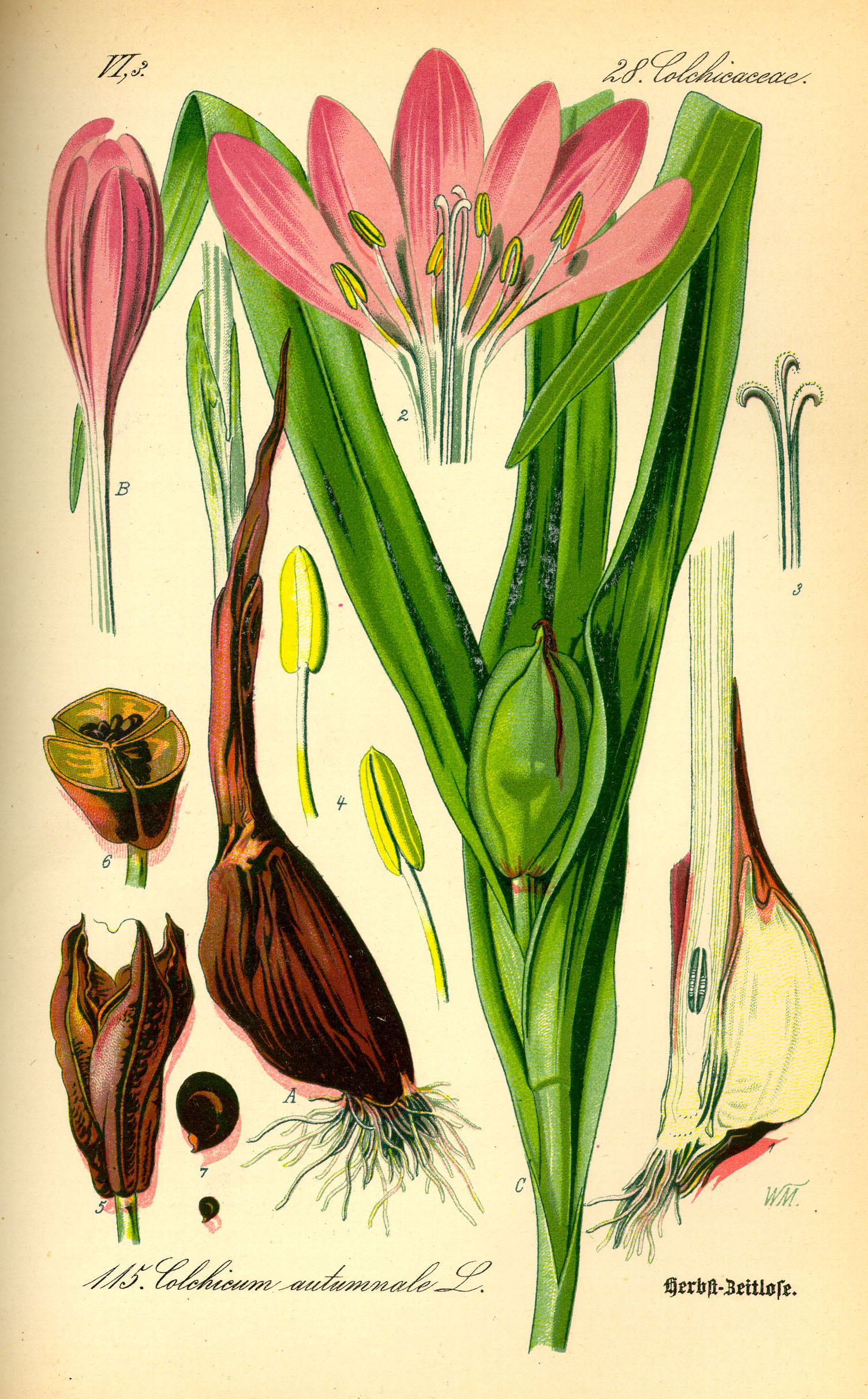
Illustration von Otto Wilhelm Thomé
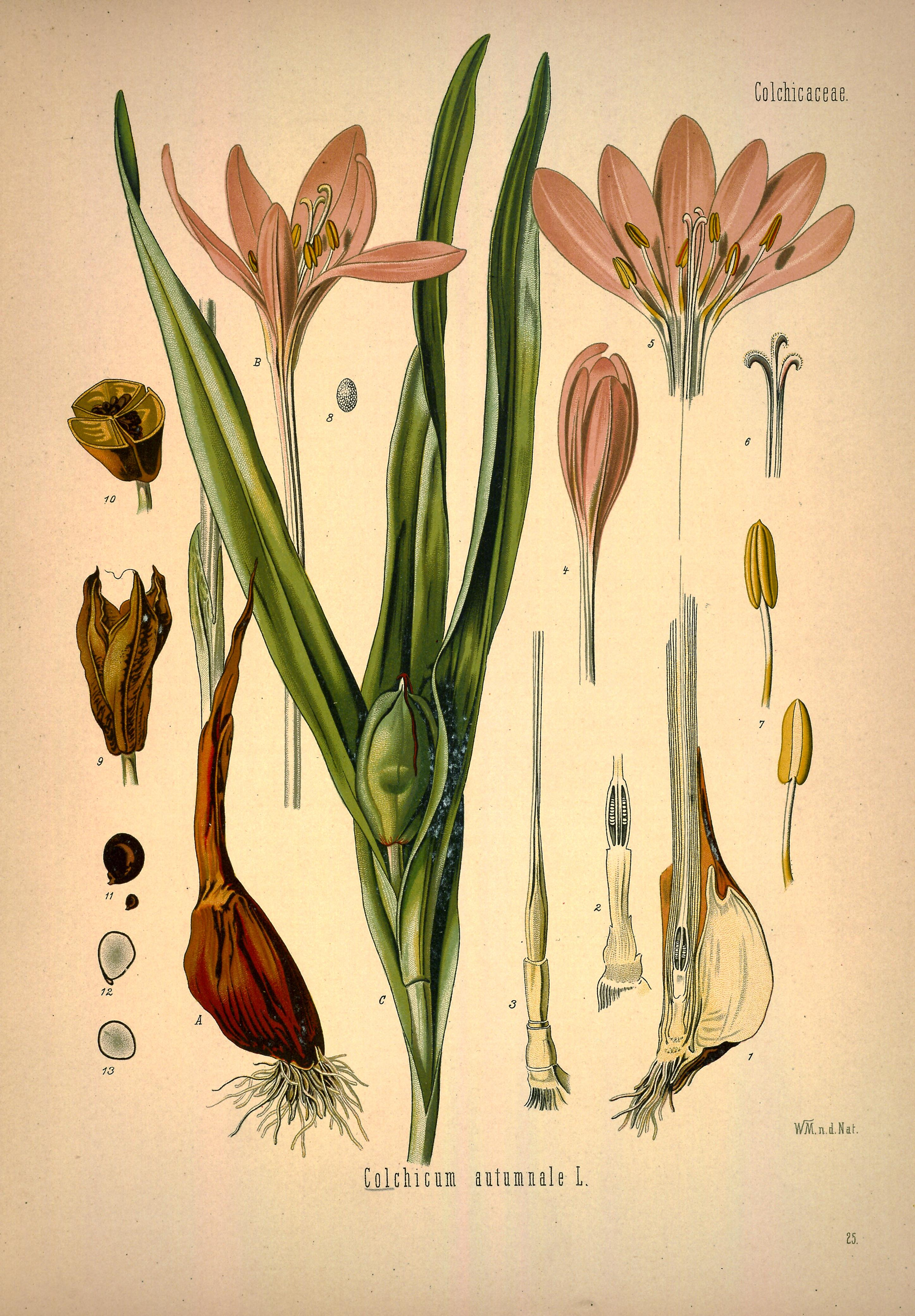
Illustration aus Köhler’s Medizinal-Pflanzen
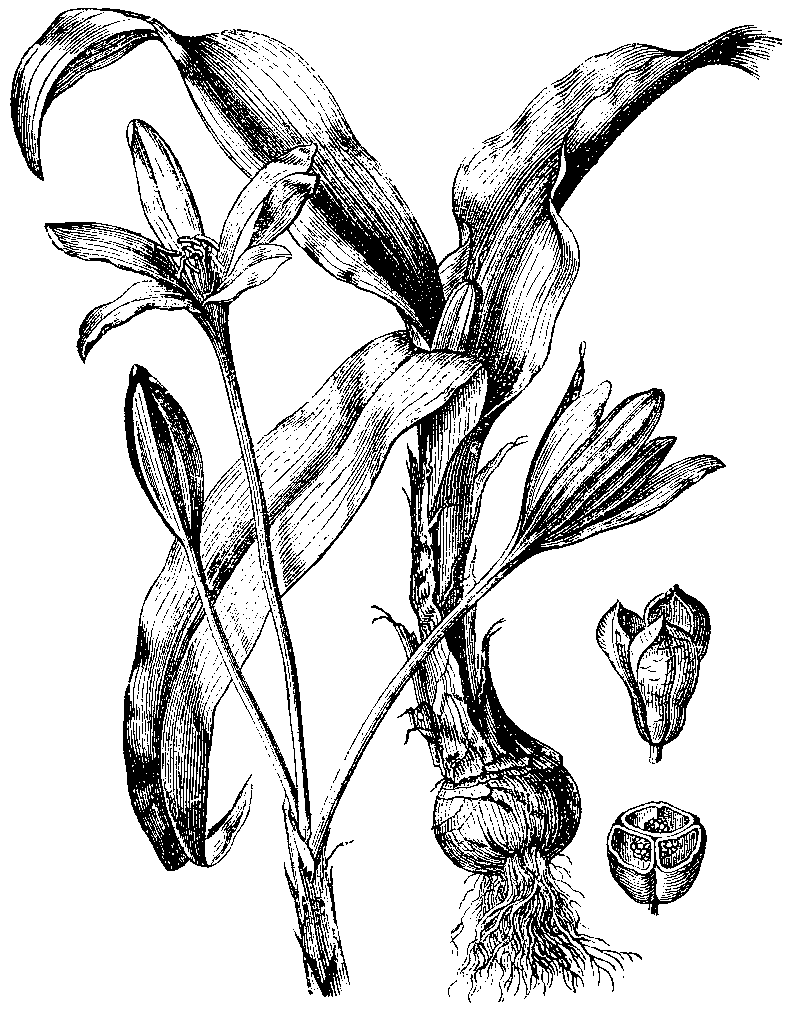
Illustration von Martin Cilenšek
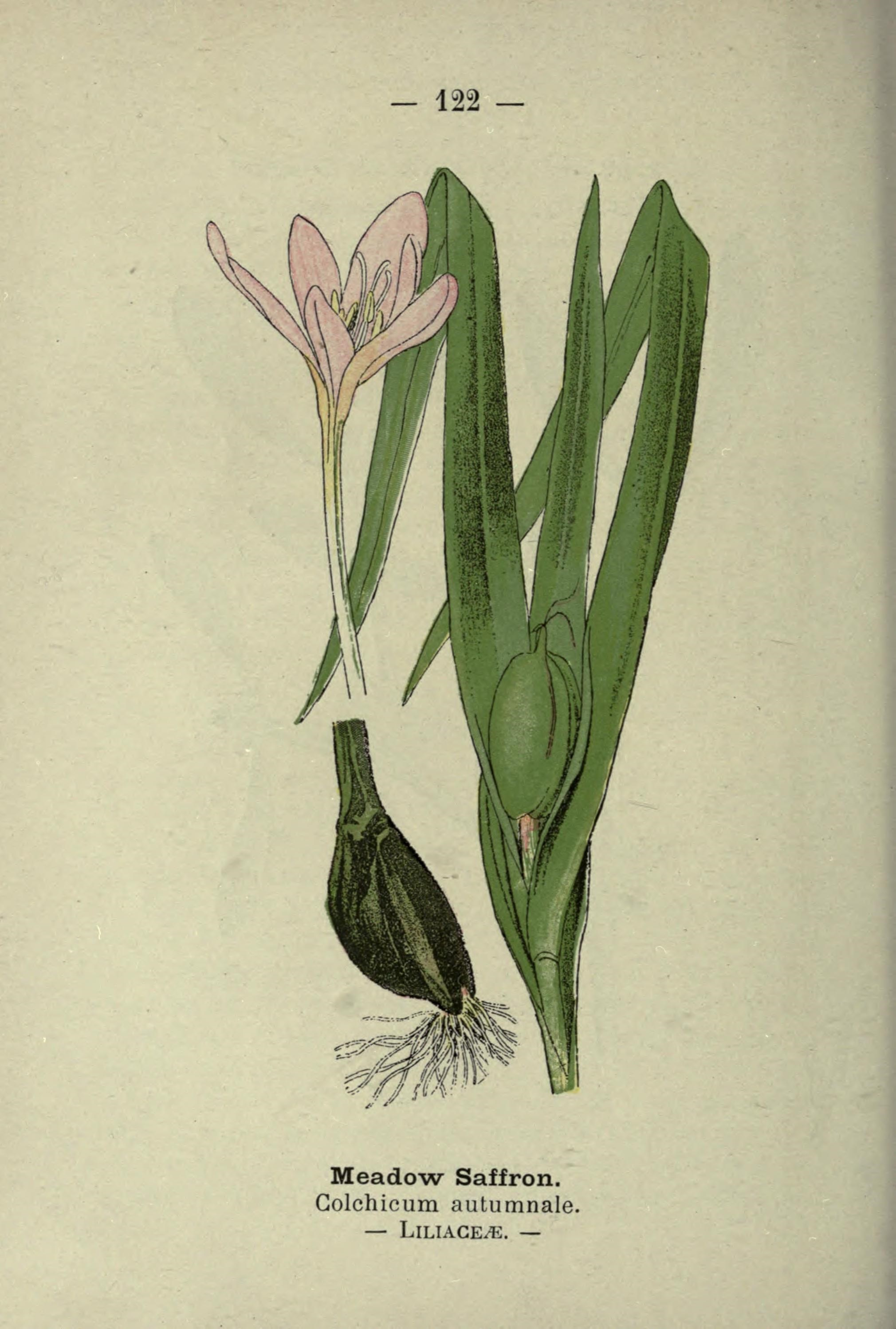
Illustration aus Wayside and woodland blossoms

## Geschichte

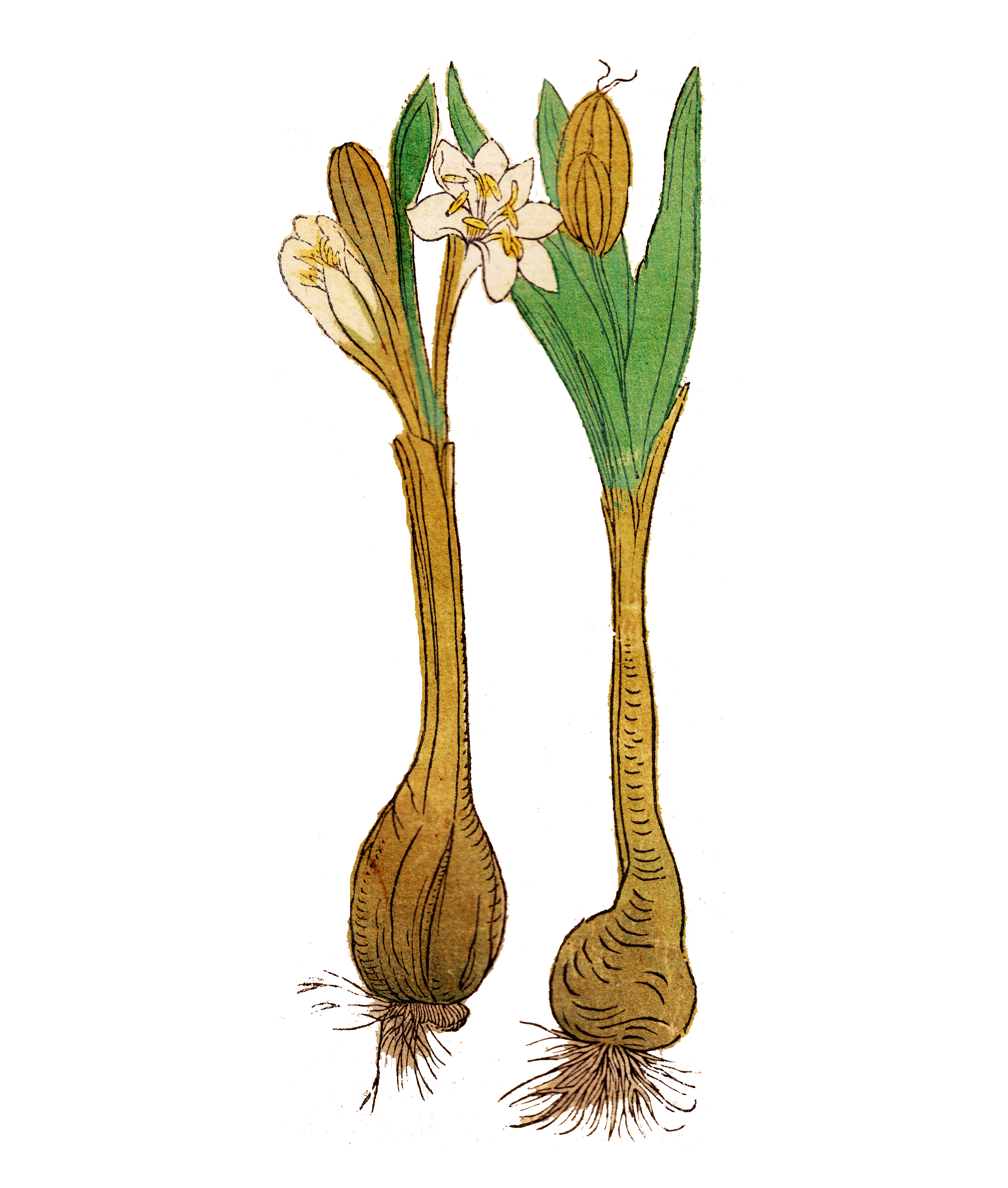
„Wysen Zeitlosen“ – Colchicum autumnale. Hieronymus Bock 1546

Ephemeron, Colchicon, Hieribulbum („heilige Knolle“) und Hermodactylus (unter anderem auch Hermadactilus geschrieben) sind lateinisch-griechische Pflanzennamen, die zur Bezeichnung der Herbstzeitlose bzw. deren Wurzelknollen (Tubera Colchici) gebraucht wurden. Die von Theophrast ephemeron genannte Pflanze ist nicht zu bestimmen.
Dioskurides beschrieb ein colchicon und ein ephemeron.
- Das colchicon wurde später als Zeitlosen-Art gedeutet. Dioskurides beschrieb seine Giftwirkung und warnte vor seiner Anwendung.
- Das ephemeron des Dioskurides lässt sich nur schwer bestimmen und meint möglicherweise eine Convallaria-Art.[21] Dioskurides empfahl es zur Mundspülung bei Zahnschmerzen und als Umschlag zum Verteilen von Ödemen und Geschwulsten.[22][23][24]

Über das ephemeron schrieben Plinius der Ältere, der sich wahrscheinlich auf eine Schwertlilienart wie Iris florentina L. bezog, und Galen ähnlich wie Dioskurides. Ein colchicon erwähnten sie nicht.
Auch das hieribulbum im Pseudo-Apuleius Herbarius (4. Jh.) wird als Zeitlosen-Art gedeutet. Seine äußerliche Anwendung in Salbenform wurde gegen Gelenkschmerz und gegen Flecken auf der Gesichtshaut der Frauen empfohlen.
Im 6. Jahrhundert erwähnte Alexander von Tralleis erstmals eine Droge mit dem Namen hermodactylus („Hermesfinger“), die später als Zeitlosen-Art gedeutet wurde. In neun Rezepten gegen Podagra listete er hermodactylus zusammen mit mild wirkenden Drogen wie Anis, Pfeffer und Ingwer auf. Im Sinne der Säftelehre – die Herbstzeitlose-Knolle galt als „warm und trocken im dritten Grade“ – sollten die „schlechten Säfte“, welche als Ursache der Podagra angesehen wurden, durch Anregung der Stuhlausscheidung aus dem Körper entfernt werden. Alexander von Trallais bezeichnete die Therapie mit hermodactylus als „von den Alten erfunden“. Auch im 7. Jahrhundert wurde hermodactylus von Paulos von Aigina als Mittel gegen Podagra genannt.
Im 18. Jahrhundert führte Anton von Störck eine pharmakologische Prüfung der Herbstzeitlosewurzel durch und setzte sie als gegen die Wassersucht wirksames Mittel ein. Wegen der Giftigkeit der Pflanze verwendete er kleinste Mengen nach längerer Lagerung. Auch wurde durch Experimente mit Freiwilligen festgestellt, dass die Giftigkeit der Knolle mit der Jahreszeit schwankt und zu manchen Zeiten relativ gering ist. In England wurde bald eine Tinktur aus der Herbstzeitlosewurzel gegen Gicht verordnet.

## Taxonomie
Die Herbstzeitlose wurde 1753 von Carl von Linné in Species Plantarum erstveröffentlicht. Synonyme für Colchicum autumnale L. sind unter anderem Colchicum commune Neck. und Colchicum crociflorum Sims. Der wissenschaftliche Gattungsname Colchicum leitet sich hingegen von einer Landschaft am Schwarzen Meer ab, der Kolchis im heutigen Georgien. Dort soll auch die Heimat der sagenhaften Medea sein, ihres Zeichens Giftmischerin und Zauberin. Vermutlich besteht ein Zusammenhang zwischen den Sagen um eine Giftmischerin in dieser Region und dem dortigen Vorkommen der Zeitloseart Colchicum variegatum. Das Artepitheton autumnale ist ein Verweis auf die Blütezeit im Herbst und leitet sich vom lateinischen autumnus „Herbst“ ab.

## Trivialnamen
Der deutsche Trivialname Herbstzeitlose leitet sich davon ab, dass die Pflanze im Herbst bis in den Oktober hinein und damit außerhalb der Blütezeit anderer Pflanzen blüht und daher mit ihrem Aufblühen den Beginn der Herbstzeit „lost“ (ahd. liozan ‚losen / wahrsagen / vorhersagen‘) (vgl. ahd. heilhoubito ‚Herbstzeitlose‘ aus ahd. heilisōn ‚wahrsagen‘ und ahd. houbit ‚Haupt, Kopf‘, vgl. auch polnisch zimowit bzw. veraltet zimokwit ‚Herbstzeitlose‘, wörtlich „Wintergruß“, „Winterempfang“).
Sie wird auch oft mit Bindestrich als „Herbst-Zeitlose“ geschrieben und die Art wurde und wird auch kurz Zeitlose (mhd. zitelôse) genannt. Dies ist aber wegen des zuvor Gesagten irreführend; die allgemeine moderne Gattungsbezeichnung Zeitlose gab es historisch so nicht und wurde offenbar von Botanikern (Linnés Übersetzer) im Nachhinein konstruiert. „Zeitlos“ ist sie keinesfalls.
Andere deutsche Trivialnamen für die Herbstzeitlose sind Giftkrokus, Butterwecken, Giftblume, Hahnenklöten, Henne, Hennegift, Herbstvergessene, Hundsblume, Hundsknofel, Käsestäuber, Kokokköl, Kuckucksweck, Kühe, Kuhditzen, Kuheuter, Läuseblume, Leichenblume, Michelsblume, Michelwurz, Mönchskappen, Nacktarsch, Ochsen, Ochsenpinsel, Spindelblume, Spinnblume, Teufelsbrot, Teufelswurz, Wiesenlilie, Wiesensafran, Wildsafran, Wilde Zwiebel, Winterhaube und Winterhauch.
Schweizerdeutsch: Blutts Mäitli (Schweizerdeutsch für Nacktes Mädchen), Säulöichrut, Tüfelswurzle, Zitlose. Ebenso wird die Herbstzeitlose wegen ihres späten Blühpunktes im Volksmund als „Katharinenblume“ bezeichnet.
Weitere deutschsprachige Trivialnamen für die Herbstzeitlose sind: Camutsches (Graubünden bei Oberhalbstein), Ciidelosse (mittelhochdeutsch), Citelose, Cytelose, Citlose (althochdeutsch), Duchblumen, Ermodatten (mittelniederdeutsch), Fädelkraut (Ungarn), Faule Futen (Elsass), Fude (Unterelsass), Fuli Fudes (Unterelsass), Fuattarreiv (Davos), Giftblume (Kirchheim), Hailhobet (althochdeutsch), Gutzergagel, Hanekloätenblaume (Göttingen), Heilhobedo (althochdeutsch), Heilhobet (althochdeutsch), Heilhobito (althochdeutsch), Heilhubita (althochdeutsch), Hemetbeutel (Österreich), Hemettasche (Österreich), Heilheubt, Heylheupt, Heilhovit, Hellopt, Herbstblume (Elsass, Eifel, Hessen), Herbstkunkel (Memmingen, Thüringen), Herbstlilien, Herbstziglose (St. Gallen bei Werdenberg), Herczelose, Hermodactyll (mittelhochdeutsch), Hermodatteln (mittelhochdeutsch), Hoblumen (mittelhochdeutsch), Hondskällera (Appenzell), Hosenbunte (Graubünden), Hundshoden (Entlibuch, Glarus, Appenzell, Franken), Huntloch (althochdeutsch), Nackete Huren (Thüringen, Franken, Salzburg), Nackende Jungfer (Bremen), Nackte Jungfern (Franken, Nordböhmen), Kalberschissen (Berner Oberland), Kawenerawt (mittelniederdeutsch), Kelberkrut (mittelniederdeutsch), Keltbliamle (Elsass, Sundgau), Kelterle (Elsass, Sundgau), Kiltblume (Bern, Entlibuch), Kobenkrut (mittelniederdeutsch), Kobentkrut (mittelniederdeutsch), Kowenkraut (mittelhochdeutsch, im Sinne von Kuhkraut), Kühdutten (Elsass), Kühschlotten (Henneberg), Künschlotten (Franken), Kunkel (Memmingen), Lausblume (Schwaben), Lauskreokt (Siebenbürgen), Lichtblume, Masworzef, Mattensaffran (Elsass), Michaelisblume, Michaeliswurz, Michelsblume (Schlesien), Michelswurz (Schlesien), Mockel (Reutlingen), Muniseckel (Luzern, Appenzell), Nachtguckeln (Kirchheim), Nackarsch (Eifel bei Altenahr, niederdeutsch), Natternkreokt (Siebenbürgen bei nRadeln), Quelckenwurzel, Rinderblume (Berner Oberland), Ruhrwurze (Österreich), Wilder Safran, Schemmer (Tirol), Schulblume (Schwaben, Schmalkalden), Skitzeln (Graubünden bei Tnusis), Spinnblumen (Schwaben, Thüringen), Spinnerin (Schwaben), Storckenbrod, Sytelose, Titelose (niederdeutsch), Tufädel (Ungarn), Uchtblumen, Uchtelblume (mittelhochdeutsch), Uchtelbrawt (mittelhochdeutsch), Uchtwurzel, Waldzeitlose (Dreis), Wiesenhahn (Eifel), Wiesensaffran, Wiesenzeitlose (Elsass), Zeitblumen (Hohenlohe), Zeitlöslin, Zeitlosen, Zeitlost, Zitlöse (mittelhochdeutsch), Zitlose (Bern), Zitlosenwurzel, Zitloss und Zitlostwurzel.